# Mariusz Marasek
Mariusz Wojciech Marasek (ur. 22 kwietnia 1959 w Skierniewicach) – polski polityk, nauczyciel akademicki, historyk, poseł na Sejm I kadencji, były pełnomocnik Ministerstwa Obrony Narodowej ds. utworzenia Centrum Eksperckiego Kontrwywiadu NATO i jego dyrektor.

## Życiorys
Ukończył w 1988 studia na Wydziale Filozoficzno-Historycznym Uniwersytetu Łódzkiego. Pracował jako nauczyciel historii i wizytator. W 1996 był współtwórcą, a następnie objął stanowisko prorektora Wyższej Szkoły Ekonomiczno-Humanistycznej w Skierniewicach. Współtworzył i przewodniczył Stowarzyszeniu Hospicjum im. Hanny Olszewskiej w tym mieście. Działał w Fundacji Veritas et Scientia.
Pełnił funkcję posła I kadencji wybranego z listy Wyborczej Akcji Katolickiej w okręgu płocko-skierniewickim. Pełnił funkcję wiceprzewodniczącego Komisji Obrony Narodowej. W 1992 był doradcą ministra spraw wewnętrznych Antoniego Macierewicza. W trakcie kadencji odszedł do utworzonej przez niego Akcji Polskiej. W 1993 bez powodzenia ubiegał się o reelekcję z listy Koalicji dla Rzeczypospolitej. W wyborach w 1997 ubiegał się o mandat posła na Sejm z ramienia Ruchu Odbudowy Polski. Pod koniec lat 90. powrócił do ZChN. Od 1994 do 2002 był radnym Skierniewic II i III kadencji, w latach 1998–1999 pełnił obowiązki przewodniczącego Rady Miejskiej z ramienia koalicji AWS-SLD. W wyborach w 2001 kandydował do Sejmu z listy AWSP, a w wyborach w 2011 jako bezpartyjny z listy PiS. W 2014, także bez powodzenia, startował z listy Prawa i Sprawiedliwości do sejmiku województwa łódzkiego. Był związany z Chrześcijańskim Ruchem Samorządowym. Pozostał bliskim współpracownikiem politycznym Antoniego Macierewicza, od 2006 do 2008 był członkiem komisji weryfikacyjnej ds. WSI.
W grudniu 2015 został powołany na stanowisko pełnomocnika ministra obrony narodowej ds. utworzenia Centrum Eksperckiego Kontrwywiadu NATO i jego dyrektora. Później pracował w pionie bezpieczeństwa jednego z przedsiębiorstw zbrojeniowych, a w 2019 został dyrektorem Wojewódzkiego Ośrodka Ruchu Drogowego w Skierniewicach.